# Kemenes Géfin László
Kemenes Géfin László (Szombathely, 1937. október 16. – 2022. december 27. előtt) József Attila-díjas magyar író, költő, kritikus, műfordító, egyetemi tanár.

## Életpályája
Celldömölkön tanult. 1956-ban érettségizett. 1956-ban Kanadába emigrált. Kezdetben fizikai munkás, majd kereskedelmi szakember lett. 1977-től a montréali Concordia Egyetemen és a Marianopolis Főiskolán 20. századi angol és amerikai irodalmat tanított. 1979-ben végzett a montréali McGill Egyetemen. 1981–1988 között az Arkánum című washingtoni irodalmi folyóirat társszerkesztője volt.
Fordított, verseket és prózát is írt.

## Művei
- Jégvirág (versek, Párizs, 1966)
- Zenit (versek, München, 1969)
- Pogány diaszpóra (versek, Toronto, 1974)
- Halálos szójáték. Bevezetés Tűz Tamás költészetébe (1976)
- Fehérlófia (versek, 1978, 1991)
- Nyugati magyar költők antológiája (válogatta, szerkesztette, 1980)
- Fehérlófia második könyve (versek, 1981)
- Ideogram. History of a poetic method (1982)
- Ideogram. Modern American Poetry (1982)
- Fehérlófia I–VI. (1991)
- Fehérlófia nyolcasa. Hardcore, szerelem, cirkusz (1995)
- Erotika a 20. századi magyar regényben, 1911–1947 (Jolanta Jastrzebska-val, 1998)
- Versek Jolantához (versek, 2002)
- Fehérlófia 9., XCVII-CVIII. Krisztina könyve; Kortárs, Bp., 2005 (Phoenix könyvek)
- Fehérlófia nyomában. Kalandozások, szerelmek; Pesti Kalligram, Bp., 2012

## Műfordításai
- Ezra Pound: Cantók (1975)

## Díjai
- A hévízi Csokonai Vitéz Mihály Társaság Csokonai-díja (1994)[3]
- az Év Könyve-jutalom (1999)
- József Attila-díj (2001)
- Márai Sándor-díj (2010)